# Allan Jeayes
 (janvier 2021).
Si vous disposez d'ouvrages ou d'articles de référence ou si vous connaissez des sites web de qualité traitant du thème abordé ici, merci de compléter l'article en donnant les références utiles à sa vérifiabilité et en les liant à la section « Notes et références ».
Allan Jeayes, né le 19 janvier 1885 à Barnet et mort le 20 septembre 1963 à Marylebone, est un acteur de théâtre et de cinéma anglais.

## Filmographie partielle
- 1934 : Le Mouron rouge (The Scarlet Pimpernel) de Harold Young
- 1935 : Bozambo
- 1935 : King of the Damned de Walter Forde
- 1936 : La Vie future (Things to Come) de William Cameron Menzies
- 1936 : Rembrandt d'Alexander Korda
- 1936 : Forget Me Not de Zoltan Korda
- 1937 : Le Chevalier sans armure (Knight Without Armour) de Jacques Feyder
- 1939 : Les Quatre Plumes blanches (The Four Feathers) de Zoltan Korda
- 1940 : Sous le regard des étoiles (The Stars Look Down) de Carol Reed
- 1940 : The Flying Squad de Herbert Brenon
- 1940 : Train de nuit pour Munich (Night Train to Munich) de Carol Reed
- 1940 : Le Voleur de Bagdad (The Thief of Bagdad An Arabian Fantasy in Technicolor) de Ludwig Berger, Michael Powell et Tim Whelan
- 1941 : Monsieur Smith agent secret ('Pimpernel' Smith) de Leslie Howard
- 1945 : Au cœur de la nuit (Dead of Night) d'Alberto Cavalcanti, Charles Crichton, Basil Dearden et Robert Hamer
- 1945 : Le Verdict de l'amour (Perfect Strangers) d'Alexander Korda
- 1949 : L'Obsédé (Obsession) d'Edward Dmytryk